# 宝来麻紀子
宝来 麻紀子（ほうらい まきこ、1979年1月6日 - ）は、日本の元女子バレーボール選手、指導者。

## 来歴
山口県宇部市出身。母親がママさんバレーをやっていたことと背が高かったことから、小学校4年生からバレーボールを始める。中学時代、さわやか杯に出場したのをきっかけに、バレーボールに本格的に打ち込む。三田尻女子高校（現・誠英高等学校）時代には、国体準優勝を経験。
1997年、日立ベルフィーユに入団。2001年に廃部となり、JTマーヴェラスに移籍。2002年、チームはV1リーグ（現・チャレンジリーグ）に降格するが、この年復帰した竹下佳江と共に、翌年のVリーグ再昇格に貢献。
全日本代表として世界選手権（2002年）、ワールドカップ（2003年）、ワールドグランプリ（2001-2003年、2005年）などの国際大会には度々出場したが、2004年アテネオリンピック世界最終予選直前に代表メンバーから外れ、アテネオリンピック出場は果たせなかった。
2005年のワールドグランプリではライトのポジションではなく、センターで起用された。また同年、登録名を本名の麻紀子から眞紀子に改名。姓名判断において「消極的なところがある、波が激しい、崩れやすい」と言われたためである。ただし、この登録名は2005年の一年間のみで翌年からは本名に戻している。
2006年、世界選手権に出場。
2009年5月31日、JTを退社し、現役を引退。ビーチバレーへの転向を発表。
2010年1月、ビーチバレー転向を断念。ミズノなどの支援を受け、3年でプロゴルファーを目指すこととなる。ソフトボールから転向した岡本綾子を目標にしたいという。
2011年6月16日、プロゴルファー転向を断念することを発表。
2015年秋に元全日本男子バレーボール選手の前田悟と結婚。
2018年3月、高尾和行が監督を務める福岡春日シーキャッツのコーチに就任。2021年4月の、チームの大幅な体制変更が起こった頃には退団した（チーム名も「KANOA福岡」に変更となった）。

## 人物・エピソード
- ニックネームはマホ（マキコ ホウライから）。
- 幼少時は保母になることを夢見ていた[8]。
- 非常に目が細く、自分もこのことを気に入っている。JTマーヴェラスの公式ホームページ内では自分のチャームポイントとして、「細い目」とあげている。
- 2006年ドーハアジア大会で、オフの自主練習中に板が降ってきて右足の親指・人差し指・中指を痛め、人差し指にヒビが入り、他の選手から「看板娘」とあだ名をつけられた。

## 球歴
- 全日本代表 - 1998-2003、2005-2007年
- 全日本代表としての主な国際大会出場歴
  - 世界選手権 - 2002年、2006年
  - ワールドカップ - 2003年

## 所属チーム
- 三田尻女子高校（現・誠英高等学校）
- 日立ベルフィーユ（1997-2001年）
- JTマーヴェラス（2001-2009年）